# Anochetus natalensis
Anochetus natalensis är en myrart som beskrevs av Arnold 1926. Anochetus natalensis ingår i släktet Anochetus och familjen myror. Inga underarter finns listade i Catalogue of Life.

## Bildgalleri

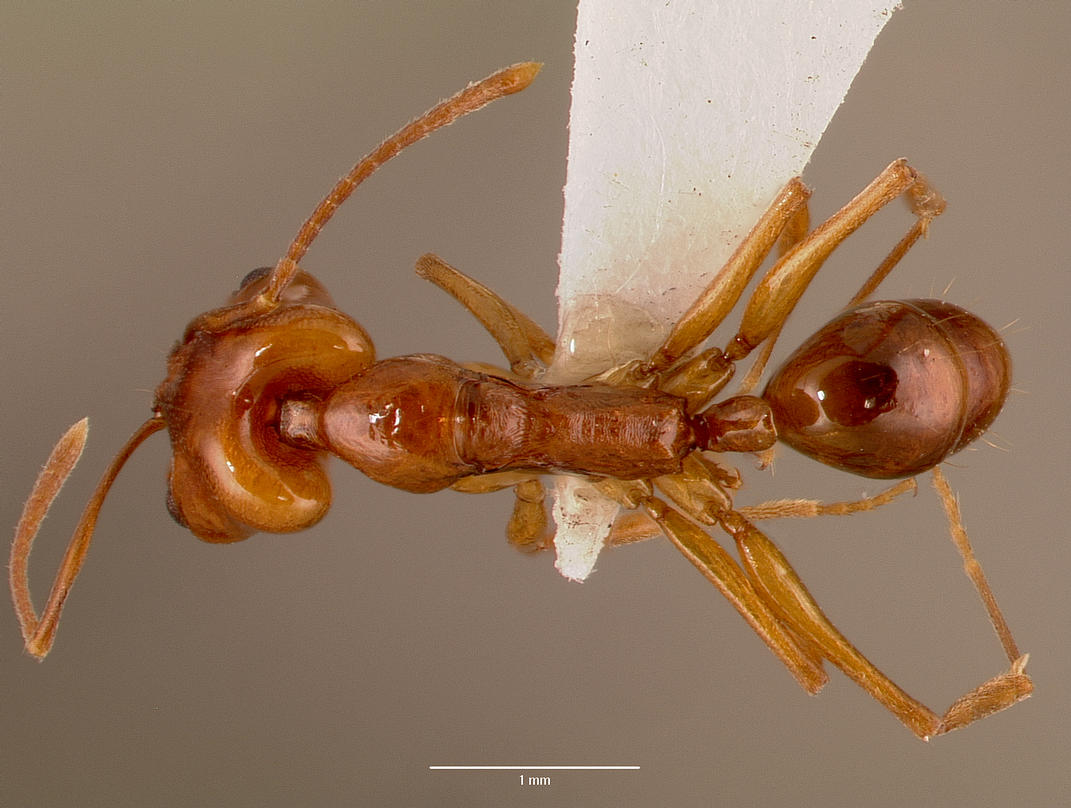
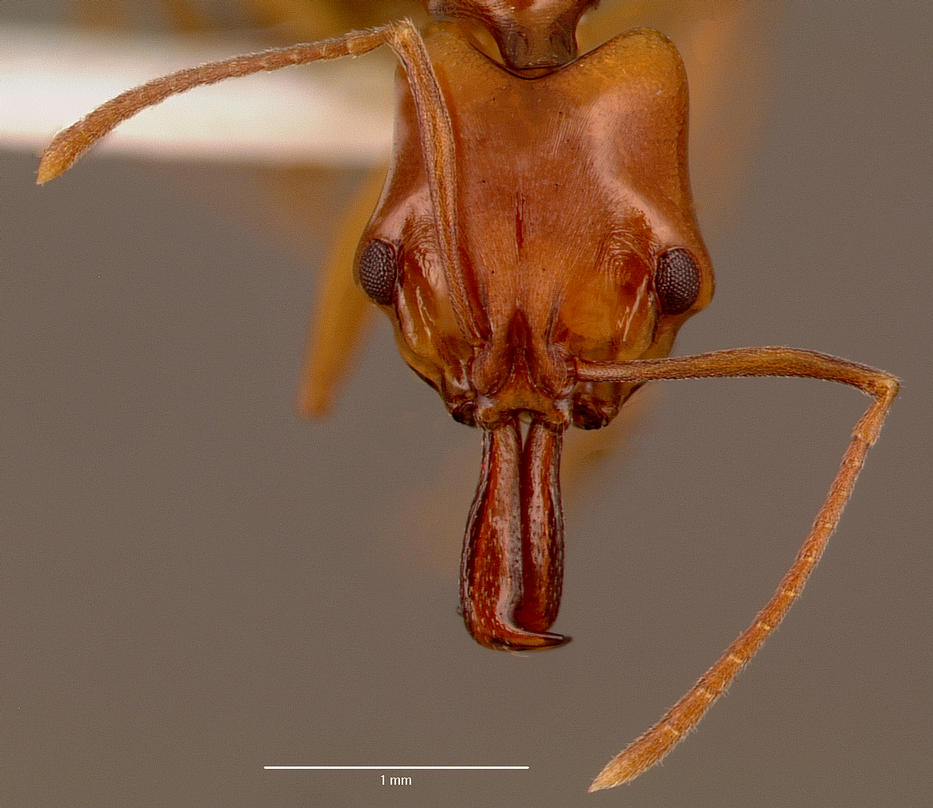
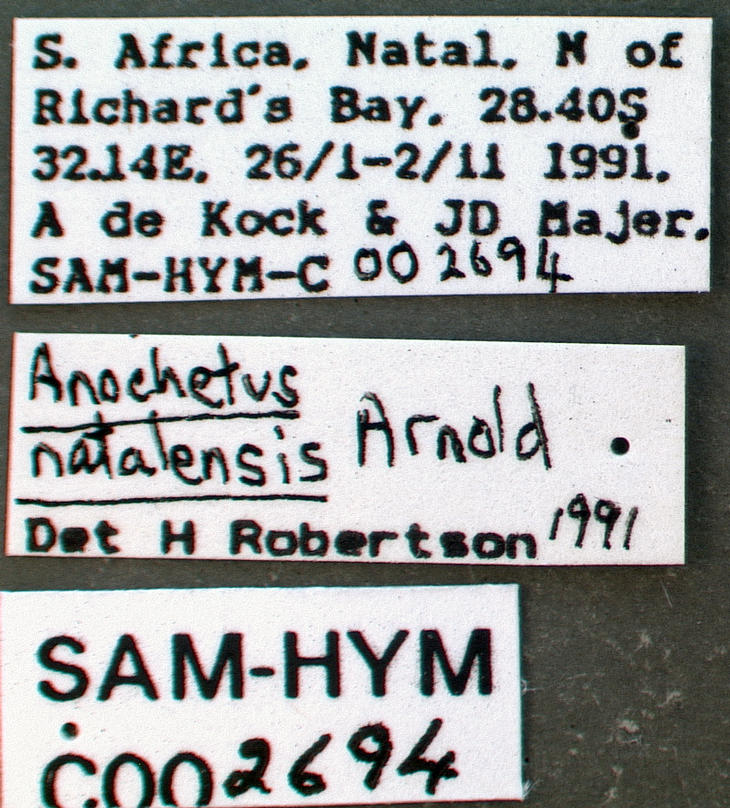
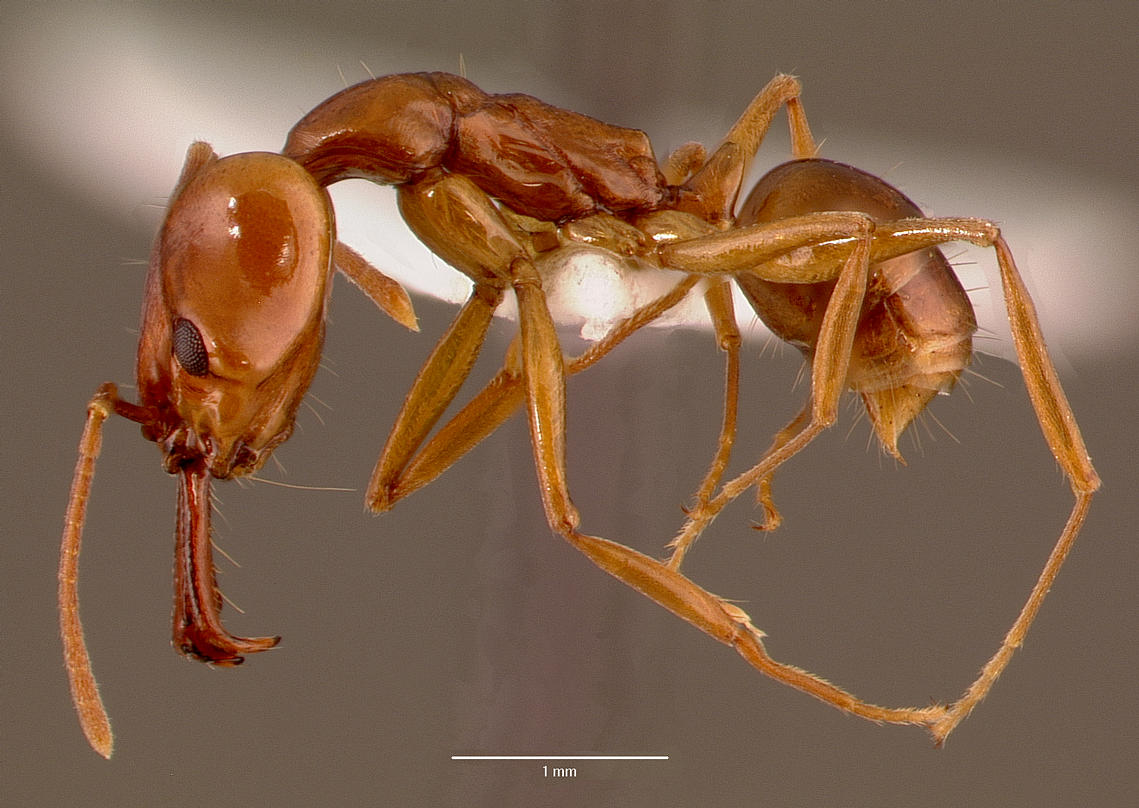